# Vidiškiai
Vidiškiai (ryska: Видишкяй) är en ort i Litauen. Den ligger i den centrala delen av landet, 70 km norr om huvudstaden Vilnius. Vidiškiai ligger 52 meter över havet och antalet invånare är 528.
Terrängen runt Vidiškiai är huvudsakligen platt. Vidiškiai ligger nere i en dal. Runt Vidiškiai är det ganska glesbefolkat, med 35 invånare per kvadratkilometer. Närmaste större samhälle är Ukmergė, 9,2 km sydväst om Vidiškiai. Trakten runt Vidiškiai består till största delen av jordbruksmark.